# Осин, Николай Архипович
Николай Архипович Осин (1902 — 1944) — сержант Рабоче-крестьянской Красной Армии, участник Великой Отечественной войны, Герой Советского Союза (1944).

## Биография
Родился в декабре 1902 года в селе Понетаевка (ныне — Шатковский район Нижегородской области). Окончив начальную школу, работал сначала батраком, затем лесником. Окончив курсы зоотехников, работал по специальности в совхозе.
В конце 1941 года был призван на службу в Рабоче-крестьянскую Красную Армию. С 1943 года — на фронтах Великой Отечественной войны.
К январю 1944 года сержант Н. Осин был наводчиком орудия 1646-го истребительно-противотанкового артиллерийского полка 60-й армии 1-го Украинского фронта. Отличился во время освобождения Западной Украины. 29 января 1944 года в бою в районе села Судилков Шепетовского района Хмельницкой области Украинской ССР в составе своей батареи участвовал в отражении трёх немецких контратак, лично уничтожив четыре танка противника, при этом сам был ранен.
Указом Президиума Верховного Совета СССР от 23 сентября 1944 года за «образцовое выполнение боевых заданий командования на фронте борьбы с немецкими захватчиками и проявленные при этом отвагу и геройство» удостоен звания Героя Советского Союза. Орден Ленина и медаль «Золотая Звезда» получить не успел, так как 25 сентября 1944 года был тяжело ранен и скончался 3 октября 1944 года в госпитале. Похоронен в городе Буковско Кросненского воеводства (ныне Подкарпатское воеводство) Польши.
Был также награждён орденом Красной Звезды и рядом медалей.
В честь Н. Осина названа школа на его родине.